# Roger B. Taney
Roger Brooke Taney (17 de marzo de 1777 - 12 de octubre de 1864) fue el quinto presidente de la Corte Suprema de los Estados Unidos desde 1836 hasta su muerte en 1864. Emitió la opinión de la mayoría en el caso de Dred Scott contra Sandford (1857), dictaminando que los afroestadounidenses no podían ser ciudadanos y que el Congreso no podía prohibir la esclavitud en los territorios de los Estados Unidos. Antes de servir en la Corte Suprema, Taney sirvió como fiscal general de los Estados Unidos y secretario del Tesoro de los Estados Unidos bajo el presidente Andrew Jackson. Fue el primer católico en servir en la Corte Suprema.

## Primeros años y carrera temprana
Taney nació en el Condado de Calvert, Maryland el 17 de marzo. El antepasado de Taney, Michael Taney I, se estableció en Maryland de Inglaterra en 1660. Su familia se estableció como terratenientes católicos destacados. Porque se esperaba que su hermano mayor heredaría la plantación de su familia, el padre de Taney le animó a estudiar el derecho. Taney asistió a Dickinson College, donde estudió varias asignaturas. Después de graduarse de Dickinson en 1796, estudió Derecho bajo el juez Jeremiah Townley Chase en Annapolis. Taney fue admitido a la abogacía en Maryland en 1799. y se casó con Anne Phoebe Charlton Key, hermana de Francis Scott Key, el 7 de enero de 1806. Tuvieron seis hijas, criadas en la Iglesia episcopal de su madre.
Después de convertirse en abogado, Taney estableció un bufete en Frederick, Maryland. A instancias de su padre, Taney se postuló para delegado de la Cámara de Delegados de Maryland como miembro del Partido Federalista. Con la ayuda de su padre, Taney ganó su elección pero fue derrotado en las próximas elecciones. Taney permaneció un miembro destacado del Partido Federalista hasta que rompió con el partido debido al apoyo de Taney de la Guerra anglo-estadounidense de 1812. En 1816, fue elegido al Senado de Maryland. En 1823, Taney trasladó su bufete a Baltimore, donde ganó fama como litigante exitoso. En 1826, Taney y Daniel Webster representaron al mercante  Solomon Etting ante la Corte Suprema de los Estados Unidos. En 1827, Taney fue nombrado fiscal general de Maryland. Taney apoyó a Andrew Jackson en las elecciones de 1824 y 1828. Se unió al Partido Demócrata y guio la campaña de Jackson en Maryland en 1828.
Sus actitudes hacia la esclavitud eran complejas. Taney emancipó a sus esclavos y dio pensiones a los que eran demasiado mayores para trabajar. En 1819, defendió a un ministro metodista abolicionista que había sido acusado de incitar insurrecciones esclavistas por denunciar la esclavitud en una reunión.[cita requerida] Durante su primer argumento en el caso, llamó a la esclavitud «una mancha en nuestro carácter nacional».

## La presidencia de Jackson

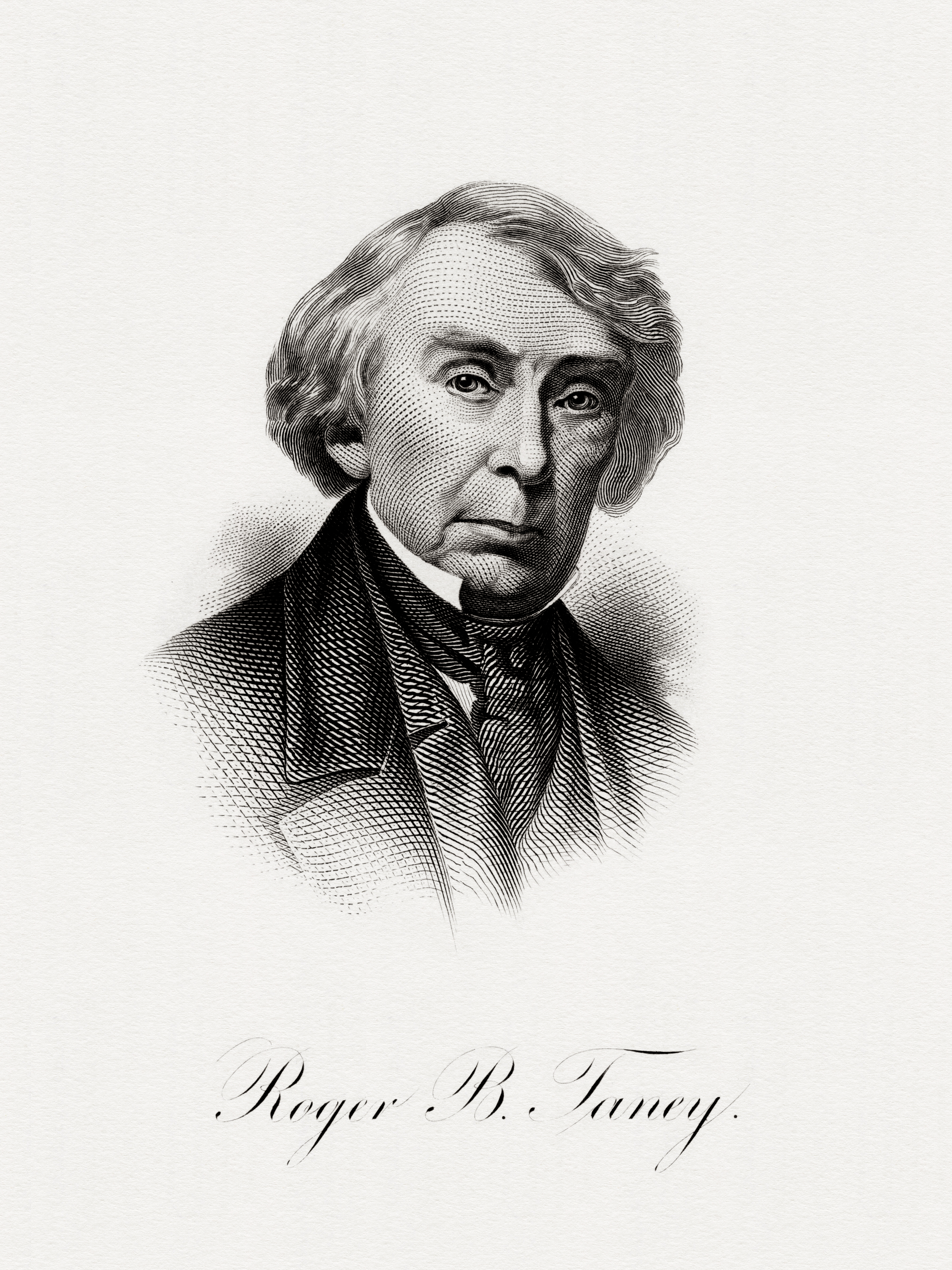
Retrato de Taney como secretario del Tesoro

Como resultado del "Asunto de la Enagua" en 1831, el presidente Jackson pidió la renuncia de la mayoría de su gabinete, incluyendo el fiscal general John M. Berrien. Jackson pidió que Taney llenara la vacante, y Taney se convirtió en el consejero legal principal del presidente. En una opinión consultiva para el presidente, Taney arguyó que las protecciones de la Constitución de los Estados Unidos no se aplicaban a los negros libres. Como sus predecesores, Taney continuó ejerciendo como abogado durante su tiempo como fiscal general, y sirvió como abogado para la ciudad de Baltimore ante la Corte Suprema en el caso de Barron contra Baltimore.
Taney era un aliado importante de Jackson durante la "Guerra bancaria," el conflicto de Jackson con el Segundo Banco de los Estados Unidos (el "banco nacional"). A diferencia de otros miembros del gabinete, Taney arguyó que el banco nacional no era constitucional y que Jackson debería intentar abolirlo. Con el apoyo de Taney, Jackson vetó una ley para renovar la carta del banco, programada para expirar en 1836. La Guerra bancaria fue el asunto clave de las elecciones presidenciales de 1832, en las que Jackson derrotó el partidario del banco Henry Clay. Su apoyo a Jackson durante la Guerra bancaria hizo a Taney uno de los miembros más destacados del gabinete de Jackson.
Jackson escaló la Guerra bancaria después de ganar su reelección. Cuando el Secretario del Tesoro William J. Duane rehusó autorizar la retirada de depósitos federales del banco nacional, Jackson despidió a Duane y lo reemplazó con Taney mientras que el Congreso estaba en receso. Taney redistribuyó los depósitos federales a bancos con cartas estatales favorecidos, conocidos como "pet banks" ("bancos de mascota"). En junio de 1834, el Senado rechazó el nombramiento de Taney como secretario del Tesoro, la primera vez que el senado rechazaría un candidato para el gabinete.
A pesar del rechazo de Taney por el Senado, Jackson nombró a Taney para reemplazar al juez Gabriel Duvall en la Corte Suprema. Los adversarios de Taney bloquearon su nombramiento, pero, después de que los Demócratas ganaron más miembros en las elecciones del Senado de 1834 y 1835, Jackson nombró a Taney para suceder a John Marshall como presidente de la Corte Suprema. Miembros del Partido Whig también intentaron derrotar su nombramiento, pero Taney recibió su confirmación en marzo de 1836. Fue el primer católico en la Corte Suprema.

## La Corte Suprema bajo Taney
Marshall había dominado la Corte durante sus 35 años de servicio, y su opinión en el caso Marbury contra Madison estableció las cortes federales como una rama igual del gobierno. Para consternación de los partidarios de los derechos de los estados, la Corte de Marshall apoyó el poder de la ley federal sobre los gobiernos estatales. Un aliado de Marshall, el juez asociado Joseph Story, permaneció en la Corte cuando Taney asumió su cargo, pero la mayoría de la Corte fueron nombrados por Jackson.
El caso Charles River Bridge contra Warren Bridge fue uno de los primeros casos principales de la Corte Taney. Taney dictaminó que Massachusetts no había violado la Cláusula de Comercio de la Constitución por ignorar el monopolio que la mancomunidad había dado a una compañía que construyó un puente sobre el río Charles.
En el caso del alcalde de la Ciudad de Nueva York contra Miln (1837), los demandantes impugnaron en las cortes una ley de Nueva York que exigía que los comandantes de barcas reportaran información sobre todos los pasajeros que llevaran al país. La pregunta ante la corte era si la ley estatal debilitaba la autoridad del Congreso de regular el comercio, o si la ley era una medida policial dentro de las facultades del estado. La Corte dictaminó a favor de Nueva York, razonando que la ley no reguló el comercio entre el puerto de Nueva York y puertos extranjeros.
En el caso Briscoe contra el Commonwealth Bank of Kentucky (1837), el presidente de la Corte Suprema enfrentó el sistema bancario. Acreedores descontentos habían exigido la invalidación de las notas emitidas por el Commonwealth Bank de Kentucky, creadas durante el pánico de 1819 para ayudar la recuperación económica. La institución era respaldada por el crédito del tesoro estatal y el valor de tierras públicas no vendidas, y se podían considerar estas notas billetes de crédito, prohibidos en la Constitución federal.
En este caso, la Corte aprobó la emisión de notas por un banco estatal, aunque las acciones, fondos y ganancias pertenecieran al estado y los oficiales fueran nombrados por la legislatura. La Corte definió un billete de crédito estrechamente como una nota emitida por el estado, respaldado por el estado, y destinada para circular como dinero. Ya que las notas en cuestión eran canjeables por el banco y no el estado sí mismo, no eran billetes de crédito. Mediante la validación de la constitucionalidad de notas estatales, la Corte Suprema completó la revolución financiera instada por el rechazo del presidente Andrew Jackson de recontratar el Segundo Banco de los Estados Unidos, y facilitó un mayor control estatal del sistema bancario y la moneda del país.[cita requerida]
En el caso Banco de Augusta contra Earle (1839), Taney se unió con siete otros jueces para invertir una decisión de una corte inferior que había prohibido que las corporaciones fuera de estado operaran en el estado de Alabama. Taney dictaminó que las corporaciones fuera del estado podían operar en Alabama (o cualquier otro estado) mientras la legislatura estatal no apruebe una ley para prohibir tales operaciones.
En el caso Prigg contra Pensilvania (1842), la Corte de Taney escuchó un caso que trató con esclavitud, esclavos, dueños de esclavos, y los derechos estatales. La Corte dictaminó que la prohibición constitucional contra leyes que emanciparían una "persona obligada a servir o laborar en un [otro] Estado" prohibió que el estado de Pensilvania castigara a un hombre de Maryland quien había atrapado a una ex esclava y su hija y las había llevado a Maryland. Taney dictaminó que la garantía de los derechos de los dueños de esclavos y la prohibición en el Artículo IV de impedir la devuelta de esclavos a sus dueños impuso un deber a los estados de aplicar las leyes federales de esclavos escapados.
La Corte de Taney también presidió el caso de los esclavos que habían tomado el control de la goleta española Amistad. El juez asociado Joseph Story redactó la decisión unánime de la Corte, manteniendo su derecho como hombres libres de defenderse por atacar a la tripulación e intentando mantener su libertad. 
En los License Cases de 1847, Taney desarrolló el concepto del poder policial. Escribió que los estados tenían «el poder de la soberanía, el poder de gobernar los hombres y las cosas dentro de los límites de su dominio». Esta concepción amplia del poder estatal ayudó a proveer una justificación constitucional para que los estados estatales asumieran nuevas responsabilidades, tales como la construcción de mejoras internas y el establecimiento de escuelas públicas.
La opinión mayoritaria de Taney en el caso Luther contra Borden (1849) proveyó una lógica para la limitación del poder judicial federal. La Corte consideró su propia autoridad de emitir fallos sobre asuntos considerados políticos en naturaleza. Martin Luther, un zapatero, demandó al miliciano Luther Borden, porque la casa de Luther había sido saqueada. El miliciano Luther Borden había servido como miliciano en el gobierno durante un conflicto interno en el estado de Rhode Island entre dos grupos de partidarios. El zapatero Luther basó su caso en la idea que el gobierno Dorr fue el gobierno legítimo de Rhode Island, y que la violación de su casa por el miliciano Borden fue un acto privado sin autoridad legal. La corte del circuito, rechazando su contención, falló que no se cometió ninguna transgresión, y la Corte Suprema afirmó esta decisión en 1849. Esta decisión creó una distinción entre las cuestiones políticas y las cuestiones justiciables. Taney falló que bajo la Cláusula de Garantías en el Artículo IV de la Constitución, el Congreso podía decidir cuál gobierno es establecido en cada estado. 
El caso Genessee Chief contra Fitzhugh (1852) trató asuntos de derecho marítimo. La cuestión principal fue si el derecho marítimo se aplicaba a los Grandes Lagos y los grandes ríos continentales. Taney dictaminó que el derecho marítimo se extendía sobre todas las aguas navegables en los Estados Unidos, no sólo las aguas afectadas por las mareas.
Taney redactó la opinión mayoritaria en el caso Strader contra Graham (1851), en el que la Corte dictaminó que unos esclavos de Kentucky que habían efectuado una representación musical en el estado libre de Ohio quedaron esclavos porque habían vuelto voluntariamente a Kentucky.

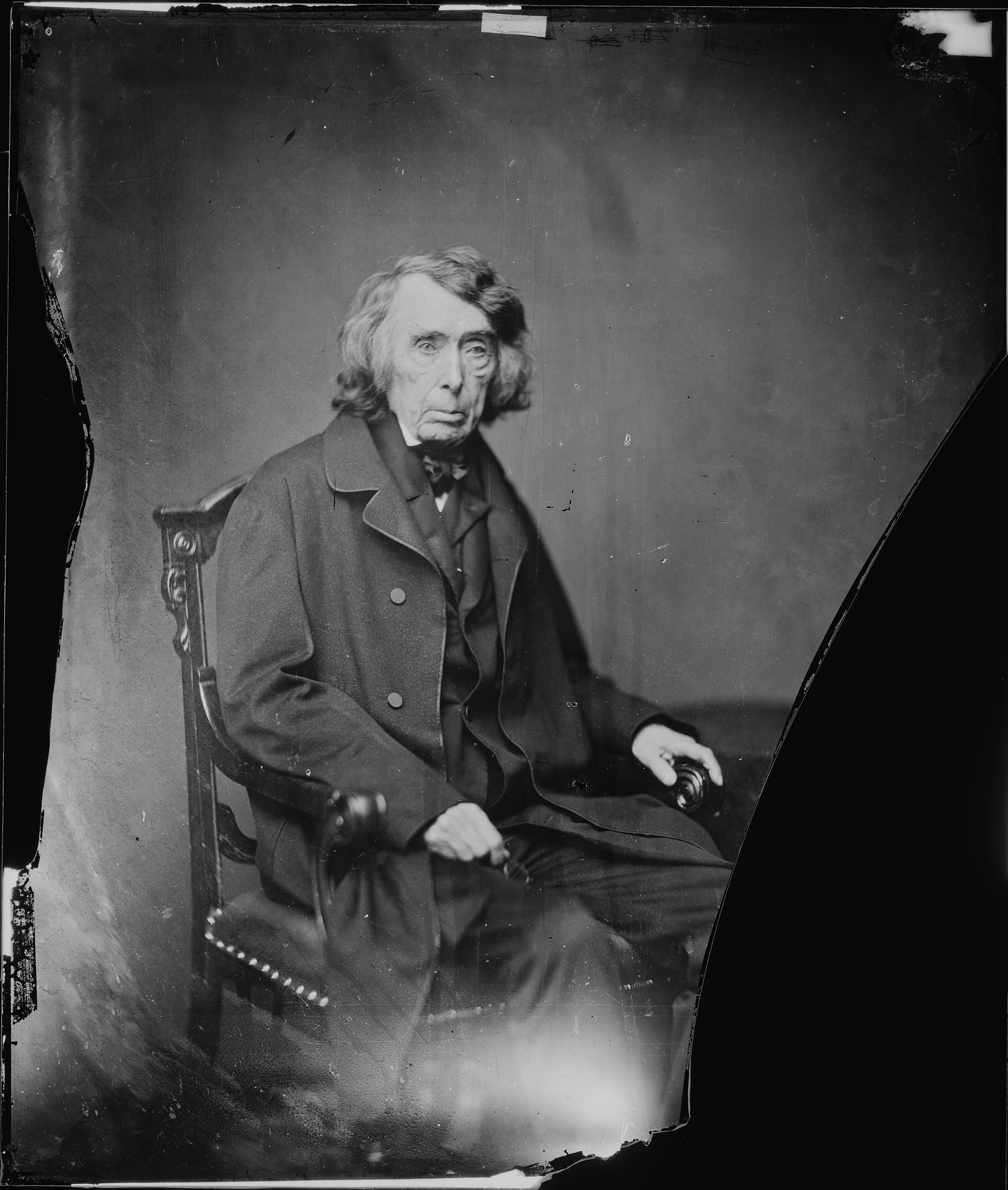
El presidente de la Corte Suprema Roger B. Taney, fotografía de Mathew Brady

Ya que el Congreso no podía resolver el debate sobre la esclavitud, algunos líderes del norte y el sur empezaron a creer que sólo la Corte Suprema podía terminar la controversia. El Compromiso de 1850 contenía provisiones para acelerar apelaciones acerca de la esclavitud en los territorios a la Corte Suprema, pero ningún caso adecuado llegó hasta el caso Dred Scott contra Sandford en 1856. En 1846, Dred Scott, un esclavo que vivía en el estado esclavista de Misuri, había demandado a su dueño por su libertad. Scott arguyó que había conseguido legalmente su libertad en la década de 1830, cuando había vivido con otro dueño en el estado libre de Illinois y una porción del Territorio de Luisiana que prohibía la esclavitud debido al Compromiso de Misuri. Scott ganó su caso en una corte estatal, pero la Corte Suprema de Misuri reversó la decisión. El caso llegó a la Corte Suprema en 1856. Aunque trataba el controvertido tema de esclavitud, inicialmente el caso recibió poca atención por parte de la prensa.
En febrero de 1857, una mayoría de los jueces votaron negar a Scott su libertad porque había vuelto a Misuri, reafirmando el precedente del caso Strader contra Graham. Sin embargo, dos de los jueces norteños no estaban de acuerdo con la decisión, y Taney y sus cuatro colegas sureños decidieron escribir una decisión más ancha que prohibiría la regulación federal de la esclavitud en los territorios. Junto con el nuevo presidente James Buchanan, Taney y sus aliados esperaban que el caso terminaría la esclavitud como asunto federal.
La opinión mayoritaria de la Corte, escrita por Taney, fue emitida el 6 de marzo de 1857. Primero, Taney dictaminó que ningún afroestadounidense, si libre o esclavo, tenía derechos como ciudadano bajo la Constitución. Arguyó que, por más de un siglo antes de la Constitución, los negros habían sido "considerados como seres de un orden inferior, completamente ineptos para asociarse con la raza blanca... y tan inferior, que no tenían derechos que el hombre blanco era obligado a respetar." Para respaldar el argumento que los negros eran considerados inferiores legalmente cuando la Constitución fue ratificada, Taney señaló varias leyes estatales, ignorando que cinco estados habían permitido que los negros votaran en 1788. También declaró no constitucional el Compromiso de Misuri, y declaró que la Constitución no dio al Congreso el poder de prohibir la esclavitud en los territorios. Taney arguyó que el gobierno federal sirvió como "fideicomisario" para el pueblo del territorio, y no podía negar a los dueños de esclavos el derecho de llevarlos a otros territorios. Sólo los estados, según Taney, podía prohibir la esclavitud. Finalmente, dictaminó que Scott siguiera siendo un esclavo.
La opinión en el caso de Dred Scott enfrentó fuertes críticas en el norte, y el juez asociado Benjamin Robbins Curtis renunció como protesta. En lugar de terminar la esclavitud como asunto nacional, respaldó la popularidad del nuevo Partido republicano. Los republicanos como Abraham Lincoln rechazaban la razón legal de Taney y argumentaban que la Declaración de Independencia mostraba que los Padres fundadores favorecían la protección de derechos individuales para todos los hombres libres, sin importar su raza. Muchos republicanos acusaron a Taney de ser parte de una conspiración para legalizar la esclavitud en todos los Estados Unidos.

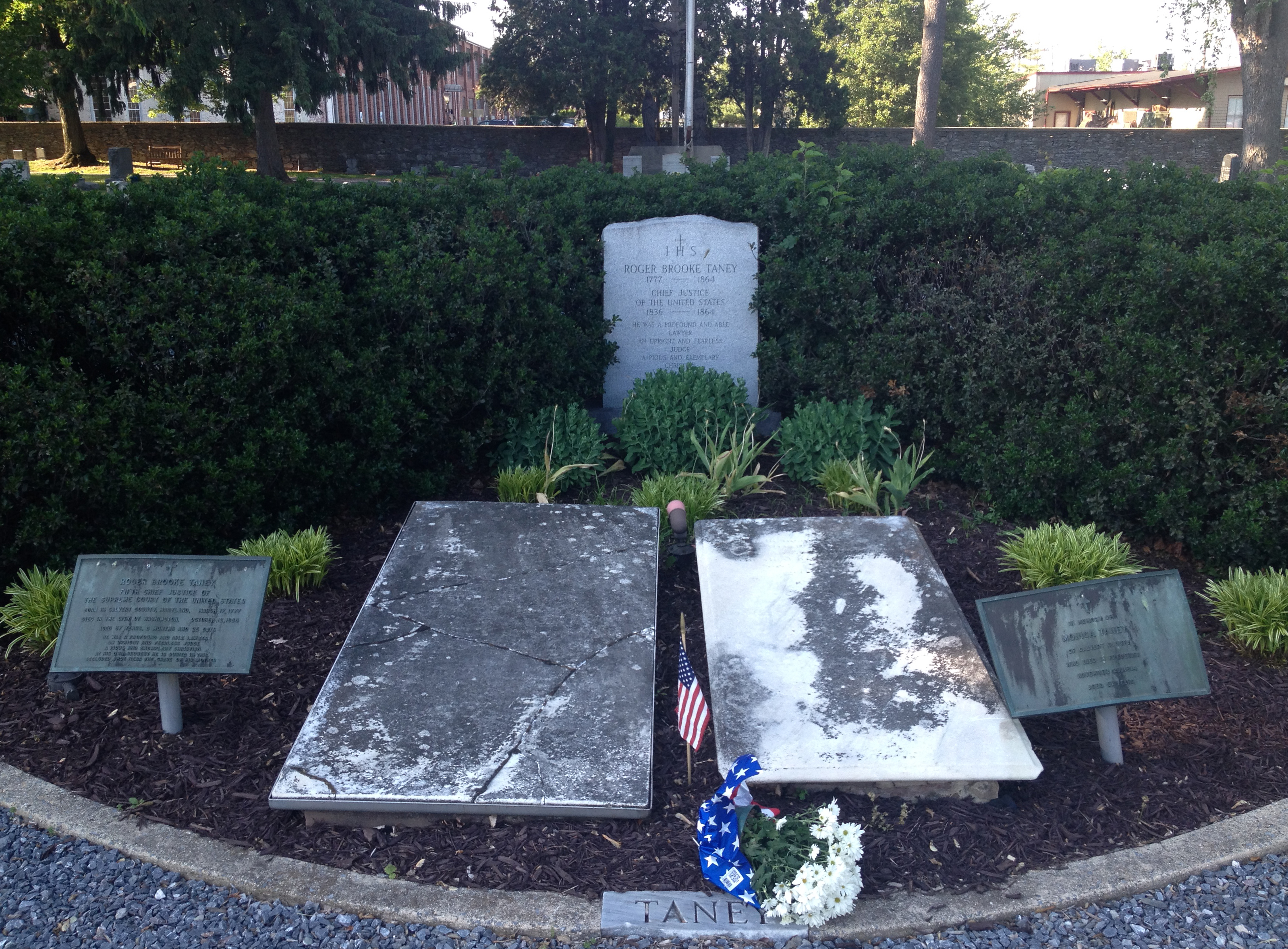
La tumba de Taney en Frederick, Maryland

El candidato republicano Abraham Lincoln ganó las elecciones presidenciales de 1860 con su campaña antiesclavista, derrotando a John C. Breckinridge, el candidato que Taney prefería. Varios estados sureños se separaron de la Unión en respuesta y formaron los Estados Confederados de América; la Guerra de Secesión inició en abril de 1861 con la batalla de Fort Sumter. Taney no renunció de la Corte para unirse a la Confederación, pero creía que los estados sureños tenían el derecho constitucional de separarse, y culpó a Lincoln por empezar la guerra. Taney cuestionó las opiniones de Lincoln acerca del poder presidencial y federal durante la Guerra de Secesión. No tuvo la oportunidad de dictaminar sobre la constitucionalidad de la Proclamación de Emancipación o varias otras leyes importantes de la guerra, pero presidió dos casos importantes.
Cuando secesionistas destruyeron puentes y líneas telegráficas importantes en el estado fronterizo de Maryland, Lincoln suspendió el recurso de habeas corpus en la mayoría del estado, permitiendo que los oficiales militares arrestaran y encarcelaran secesionistas sospechosos por un período indefinido sin juicio. Después del disturbio de Baltimore de 1861, oficiales de la Unión arrestaron al legislador John Merryman, quien era sospechoso de haber destruido infraestructura de la Unión. Los oficiales de la Unión le permitieron acceso a sus abogados, quienes mandaron una petición de habeas corpus a la corte del circuito federal para Maryland. Como presidente de esa corte del circuito, Taney presidió el caso de Ex parte Merryman.  Taney dictaminó que sólo el Congreso podía suspender el recurso de habeas corpus, y exigió la liberación de Marryman. Lincoln no cumplió con el mandato de Taney, ni con otras órdenes de Taney. Más tarde Lincoln arguyó que la Constitución le dio al presidente el poder de suspender el recurso de habeas corpus. Sin embargo, cuando suspendió el habeas corpus a mucha mayor escala, lo hizo solamente después de pedir que el Congreso le autorizara a suspender el recurso, algoque el Congreso hizo con la Ley de Suspensión de Habeas Corpus de 1863.
En 1863, la Corte Suprema presidió los Prize Cases, los que ocurrieron cuando las naves unionistas que bloqueaban la Confederación incautaron las naves que comerciaban con los puertos confederados. Una decisión adversa de la Corte dañaría los esfuerzos de guerra, ya que el bloqueo cortó el comercio de algodón crucial con los países europeos. La opinión mayoritaria de la Corte mantuvo la toma de las naves y dictaminó que el presidente tenía la autoridad de imponer un bloqueo sin una declaración congresional de guerra. Taney se unió a una opinión separada por el juez asociado Samuel Nelson, quien arguyó que Lincoln había excedido su autoridad por ordenar un bloqueo sin el consentimiento de Congreso.
Taney falleció el 12 de octubre de 1864, a la edad de 87. Había servido como presidente de la Corte por más de 28 años, y fue el presidente de la corte mayor de toda la historia de los EE. UU. Taney había juramentado a siete presidentes.
El presidente Lincoln no hizo una declaración pública sobre el fallecimiento de Taney, pero junto con tres miembros de su gabinete el presidente asistió a su funeral. Taney está enterrado en el cementerio St. John the Evangelist en Frederick, Maryland. Lincoln nombró a Salmon P. Chase, un republicano muy antiesclavista de Ohio, para suceder a Taney.

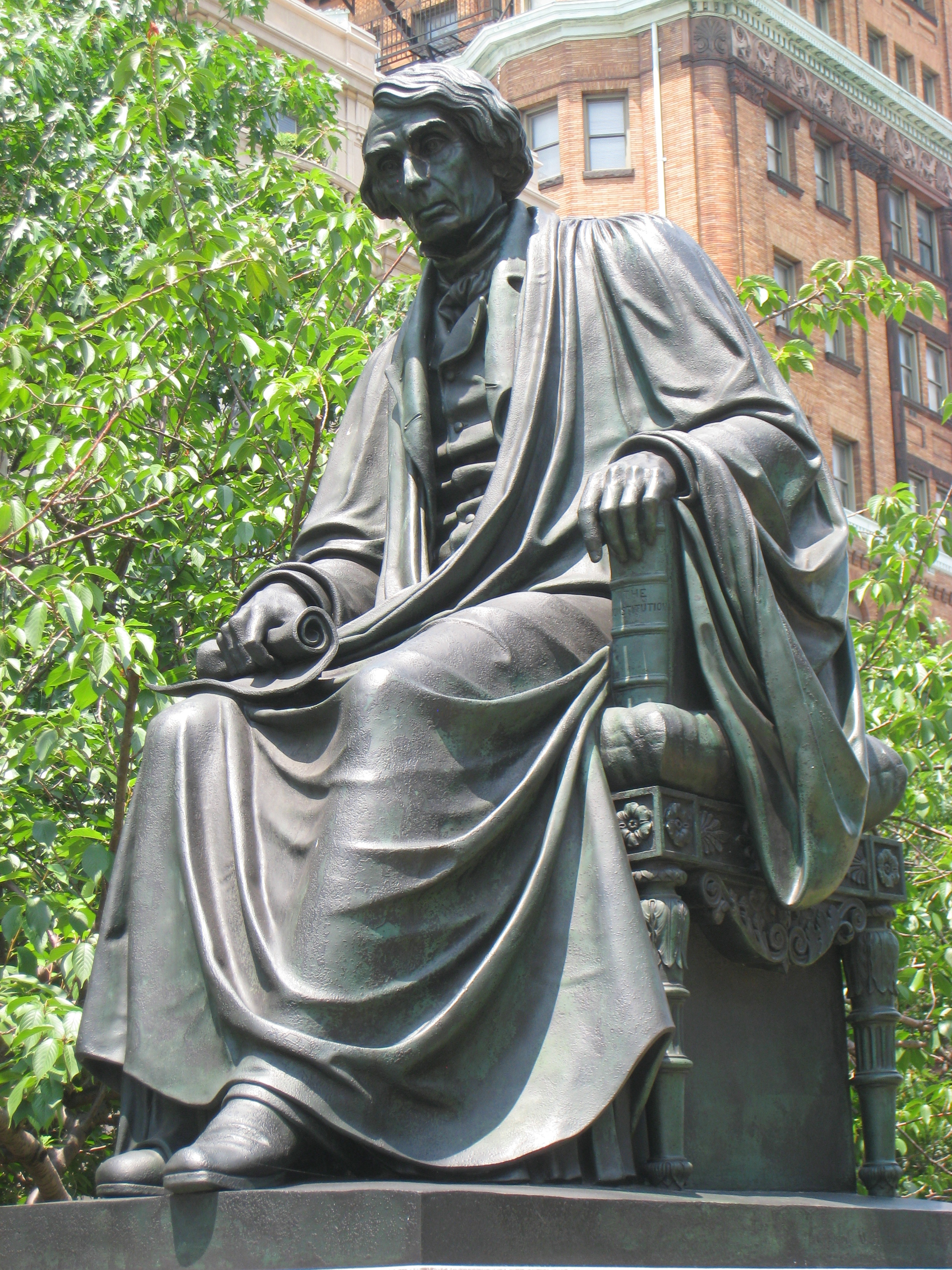
Estatua de Roger B. Taney, que permaneció en Mount Vernon, Place, Baltimore hasta agosto de 2017

### Legado
Taney siguió generando controversia después de su muerte. El secretario de la Armada Gideon Welles dijo que la decisión en el caso Dred Scott "renunció el respeto por [Taney] como hombre o juez". Cuando la Cámara de Representantes aprobó una ley para asignar fondos para un busto de Taney para ser instalado en la Corte Suprema, El senador Charles Sumner de Massachusetts dijo que "la opinión del presidente de la Corte Suprema en el caso Dred Scott fue más abominable que cualquier otra de su especie en la historia de los tribunales.
Sin embargo, George Ticknor Curtis, uno de los abogados que defendieron a Dred Scott ante Taney, tenía a Taney en alta estima pese a su opinión en el caso. En sus memorias, Curtis dijo que Taney era "un gran magistrado, y un hombre de pureza de vida y carácter única," a pesar de su "error" en ese caso.
La casa de Taney, Taney Place, en el Condado de Calvert, Maryland, fue listada en el Registro Nacional de Lugares Históricos en 1972. Varios lugares y cosas fueron nombrados en su honor, incluyendo el Condado de Taney, Misuri.
En 2021, después de las protestas por la muerte de George Floyd, la Cámara de Representantes votó quitar el busto de Taney del Capitolio de los Estados Unidos y reemplazarlo con un busto de Thurgood Marshall.